# Todesfalle von Chikago
Todesfalle von Chikago ist ein US-amerikanischer Kriminalfilm aus dem Jahr 1949 von Lewis Allen mit Alan Ladd und Donna Reed in den Hauptrollen. Der Film noir wurde von Paramount Pictures produziert und basiert auf dem 1943 veröffentlichten Roman One Woman von Tiffany Thayer.

## Handlung
Der Reporter Ed Adams hält sich gerade in einer schäbigen Pension auf, als eine Reinigungskraft die Leiche von Rosita Jean d'Ur findet. Ed ist von der Schönheit der Frau fasziniert und nimmt ihr Tagebuch an sich, in dem 54 Namen verzeichnet sind. Nach der Untersuchung der Leiche wird festgestellt, dass Rosita an Tuberkulose starb. Ed ist neugierig und ruft einige der Namen an, doch niemand scheint Rosita zu kennen. 
Einer der Angerufenen ist G. G. Temple, Vizepräsident einer Investmentgesellschaft, der mit dem Ganoven Solly Wellman zu tun hat. Auch Belle Dorset erhielt von Ed einen Anruf, der sie tief verängstigte. Ed folgt Wellman und Temple auf eine Party und lernt dort Leona Purdy kennen, die Rosita kannte. Ed verabredet sich mit ihr und forscht weiter nach. Er glaubt, dass Rosita kein leichtlebiges Mädchen war, sondern wegen ihres mitfühlenden Wesens ausgenutzt wurde. Wellman und Temple bedrohen ihn, nun forscht Ed erst recht weiter. Rositas Bruder Tommy Ditman kann ihm mehr über seine Schwester erzählen. 
Die Geschwister wuchsen in Amarillo in Texas auf. Mit 17 riss Rosita von zu Hause aus und ging nach San Francisco. Tommy konnte sie dort aufspüren und fand heraus, dass sie in den Künstler Paul Jean d'Ur verliebt war. Die beiden heirateten und zogen nach New York. Tommy sah seine Schwester nur gelegentlich. Rositas Ehe war nicht glücklich, doch nachdem Paul bei einem Unfall starb, verfiel sie in Trauer und Einsamkeit. 
Der Gangster Edgar Franchot nimmt Kontakt zu Ed auf und will sich mit ihm treffen. Noch vor dem Treffen wird er niedergeschossen und kann mit letzter Kraft "Ich liebte sie" sagen. Ed schreibt einen Bericht über seine bisherigen Recherchen, aus denen der Zeitungsherausgeber George Gribbe eine grelle Sensationsstory macht. Ed trifft Leona wieder, die sich als Rositas Mitbewohnerin zu erkennen gibt. Von ihr erfährt er, dass ihr Appartement im gleichen Haus wie Franchots Wohnung liegt. Rosita lernte Edgar kennen. Zwar hatte sie Angst vor Wellman, mit dem Edgar Geschäfte machte, dennoch verliebte sie sich in Edgar. Rosita musste sich den Annäherungsversuchen von Temple erwehren, den sie auf einer Party kennenlernte. Als sie zu Hause ankam, fand sie Edgar zusammengeschlagen vor. Zusammen zogen sie aufs Land. Das Paar trennte sich und Rosita zog nach Chicago. Hier begann sie sich mit Temple zu verabreden. Ed beschuldigt Temple, den Angriff auf Edgar befohlen zu haben, was dieser jedoch von sich weist. 
Detective Anstruder erfährt von Eds Nachforschungen und besteht darauf, ihn zu Hotspur Shaner zu begleiten, für den Rosita als Haushaltshilfe unter einem anderen Namen arbeitete. Der Job wurde von John Spingler vermittelt, der ermordet wurde. Ed kann sich von Anstruder lösen und sucht Rositas Kollegin Hazel auf, die angibt, dass sich Rosita vor einem Jahr nach einem Streit von Temple trennte und von ihm geschlagen wurde. Als er Hazels Haus verlässt, wird er von zwei Männern niedergeschlagen. Nachdem er wieder zu sich gekommen ist, besucht er mit Leona einen Boxkampf von Bat Bennett. Bat Bennett und Jerry Cavanaugh, dessen Manager, sind die letzten Namen in Rositas Tagebuch. Vor dem Kampf belauscht Ed ein Streitgespräch der beiden über den Zeitungsartikel. Ed befragt später Jerry. Nach dessen Aussage hatte sich Bat in Rosita verliebt, während die für Hotspur arbeitete. Die Beziehung wirkte sich negativ auf Bats Kämpfe aus, so dass Jerry Rosita erpresste. Sollte sie die Beziehung nicht beenden, würde er ihr Versteck und ihre Identität an Wellman verraten. Rosita willigte ein und hörte auch auf, für Hotspur zu arbeiten. 
Ed erfährt, dass Wellman Temple ermordet hat. Ed begegnet Belle, die enthüllt, dass Wellman Spingler beauftragte, Rosita zu töten. Wellman erfuhr erst durch den Zeitungsartikel von der wahren Todesursache und damit von Spinglers Betrug, der sich für Rositas Tod bezahlen ließ. Als Ed auf Wellman trifft, eröffnet der das Feuer. Wellman ergreift die Flucht, als die Polizei erscheint. Ed wird verletzt in ein Krankenhaus gebracht, kann sich aber mit Hilfe seines Kollegen Pig rausschleichen. Er kann die mittlerweile festgenommene Belle besuchen, die ihm den Grund für Rositas Streit mit Temple erzählt. Temple hat Rosita gestanden, dass er Wellman beauftragt hatte, Edgar zu töten. Er schlug Rosita und bekam Panik, als sie leblos am Boden lag. Als Ed und Pig das Gefängnis verlassen, werden sie von Wellman angegriffen. Ed erschießt den Gangster in Notwehr. Bei Rositas Beerdigung erklärt Ed Tommy das Schicksal seiner Schwester. Dann verbrennt er das Tagebuch.

## Produktion

### Hintergrund
Gedreht wurde der Film von Ende Juli bis Anfang September 1948 in Chicago sowie in den Paramount-Studios in Hollywood.
Paramount legte mehrere Versionen des Drehbuchs der Production Code Administration (PCA), der Zensurbehörde zur Einhaltung des Hays Code, vor, die alle abgewiesen wurden. Die PCA kritisierte Rositas Charakterisierung als Prostituierte. Die Geschichte wäre akzeptabel, wenn Rositas Beziehung zu den verschiedenen Männern eine andere wäre, als von einer Frau mit wechselnder Männerbekanntschaft oder einer professionellen Prostituierten. Dem Studio wurde der Rat gegeben, Rositas Adressbuch mit einem Tagebuch oder einer Sammlung von Briefen zu ersetzen, um zu verhindern, dass die Zuschauer mit Rositas unmoralischen Verhalten sympathisieren.

### Stab
Franz Bachelin und Hans Dreier oblag die künstlerische Leitung. Sam Comer und Ross Dowd waren für das Szenenbild zuständig, Wally Westmore und Hal Lierley für das Maskenbild. Verantwortlich für die Spezialeffekte war Farciot Edouart. George Parrish, Van Cleave und Leo Shuken leiteten das Orchester. Alvin Ganzer und Gerd Oswald arbeiteten als Regieassistenten.

### Besetzung
In kleinen nicht im Abspann erwähnten Nebenrollen traten Marie Blake, Julia Faye, Celia Lovsky, Leona Roberts in ihrer letzten Filmrolle, Kasey Rogers und Douglas Spencer auf. Ebenfalls unerwähnt blieb Richard Keene als John Spingler.

## Veröffentlichung
Die Premiere des Films fand am 3. November 1949 statt. In der Bundesrepublik Deutschland kam er am 20. Oktober 1950 in die Kinos, in Österreich am 31. August 1951.

## Kritiken
Das Lexikon des internationalen Films schrieb: „Spannender Kriminalfilm, geschickt in Rückblenden aufgebaut, ganz zugeschnitten auf den zugkräftigen Hauptdarsteller Alan Ladd.“
Bosley Crowther von der The New York Times notierte, dass der Film ideal für Leute sei, die glauben  dass Reporter ein Leben voller Aufregung führen. Vernünftige Menschen, deren Kenntnisse über Reporter nüchtern und ausgewogen sind, werden in dieser Fantasie ein Mischmasch leichtsinnig zusammengeworfener Klischees in einer unerklärlichen Geschichte erkennen.
Der Kritiker des TV Guide sah einen traurigen und teilweise verdrießlichen Film, der aber mit viel Tempo und Kraft erzählt werde.